# Hugo Bonemer
Hugo Bonèmer (Maringá, 25 de junho de 1987) é um ator, dublador, apresentador e músico brasileiro no ar na série Senna da Netflix, indicada ao Critics Choice Awards e ao Premio da Academia Brasileira de Cinema Foi protagonista da versão brasileira do musical da Broadway, Hair, de Ayrton Senna, O Musical e de Rock in Rio: O Musical, no Brasil e em Portugal. Venceu o prêmio DID por Querido Evan Hansen; e concorreu aos prêmios Broadway World Cabaret 2020 e Botequim Cultural 2018 por Yank! o Musical, e ao Prêmio Cesgranrio pela sua atuação em Ordinary Days em 2016, e em 2017 por Ayrton Senna, O Musical.
Na televisão, participou em 2019, do Show dos Famosos, quadro do Domingão do Faustão, ficando em terceiro lugar. É apresentador do canal L!KE, na NET/ClaroTV, indicando filmes e séries. Esteve nas duas temporadas de A Vida Secreta dos Casais na HBO, onde também esteve com Preamar e O Negócio. Esteve no ar pelo Universal Channel e pela TV Brasil com a série Natalia;  esteve no GNT em As Canalhas e Os Homens São de Marte... E É Pra Lá que Eu Vou; no Multishow em 220 Volts; e na TV Globo em Malhação Casa Cheia, Alto Astral, A Lei do Amor e Passaporte para a Liberdade
No cinema esteve com Marieta Severo em Domingo à noite, além de Confissões de Adolescente, na animação Trolls, da Dreamworks, em Bohemian Rhapsody e em Minha Fama de Mau. No streaming, pode ser encontrado na Netflix com o desenho animado Trolls dublando o protagonista Tronco.

## Vida pessoal
Nascido em Maringá, é filho da coreógrafa Marcia Elaine Angeli e do empresário Christian de Toledo Bonemer. Assim como o primo, apresentador e editor-chefe do Jornal Nacional, William Bonner, é descendente de libaneses que imigraram para o Brasil. Seu sobrenome translitera-se da língua árabe como Bou Nemr.

## Carreira

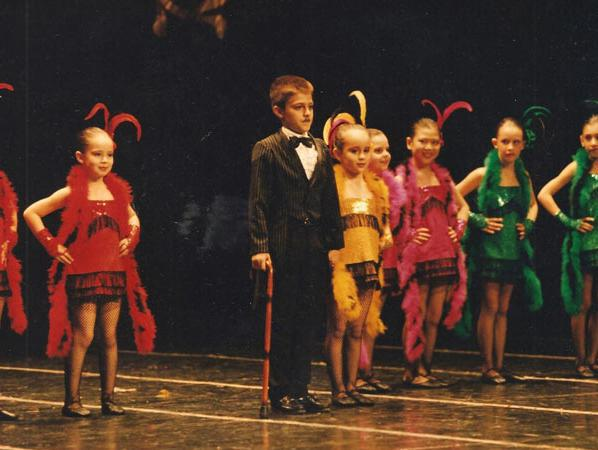
Hugo Bonemer, como Charleston, em 1997.

Hugo cresceu nos bastidores da escola de dança da mãe, no Paraná. Cursou o quarto ano do ensino médio alemão, em Bremen, optando pelo currículo artístico. Morou em São Paulo onde estudou Comércio Exterior; Gerenciou o site de vendas de uma multinacional; e fez formação livre em teatro, paralelamente, destacando-se em sua formação aulas de canto com Ronald Kneblevsky e Wendy Paar, as reuniões com o Grupo TAPA, dirigido por Eduardo Tolentino de Araújo e aulas com Bárbara Heliodora, Emilia Mazer e Camila Amado. Ingressou no teatro ainda jovem. Sua primeira peça foi O Pequeno Alfaiate Valente, em 1994 e desde então trabalhou como contrarregra e dublador, além de dirigir, escrever e atuar nos espetáculos de dança da Academia Marcia Angeli, em Maringá.

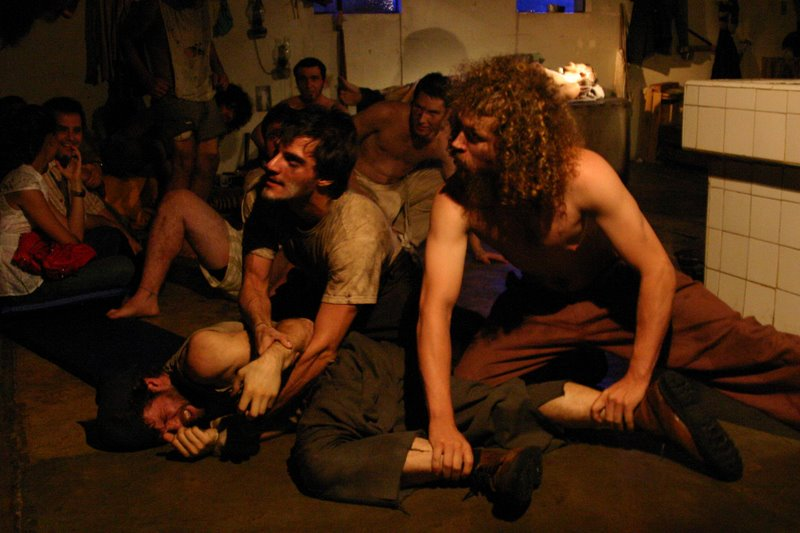
Hugo na peça Cardiff (2008).

No ano de 2008 estreou em São Paulo com peça Mulheres de Shakespeare, onde interpretou Romeu, sua primeira contratação fora do Paraná, em um mês de temporada que atingiu bilheteria de R$ 16,00. Na sequência, atua na remontagem de Cardiff, original de Eugene O'Neill como parte do coro de marinheiros, sob direção de André Garolli. Seu primeiro musical foi Bark - Um Latido Musical, escolhido pelo diretor José Possi Neto, em 2009, como substituto coringa do elenco masculino, mas se apresentou apenas três vezes ao longo dos cinco meses de temporada.
Ainda no fim de 2010, após sucessivas negativas em testes de publicidade, foi aprovado pelo diretor Charles Möeller, em uma audição que contou com cinco mil inscrições, para atuar na remontagem do clássico da Broadway, Hair, no papel do protagonista Claude Bukowski nas temporadas do Rio de Janeiro, em 2010/11, e de São Paulo, em 2011/12, além de "Pocket Show" em Angra dos Reis, tendo sido muito elogiado pela crítica especializada.
No ano de 2012, estreou na televisão, interpretando o coprotagonista Fred, na série Preamar, do canal por assinatura HBO. Um garoto que vende drogas nas areias de Ipanema. A série teve direção geral de Estevão Ciavatta e episódios dirigidos também por Marcus Baldini, Mini Kerti, Anna Muylaert, Marcia Faria e Lao de Andrade. Foi exibida em 42 países e foi transmitida pela HBO e Cinemax, no Brasil, e pela HBO Latina, nos Estados Unidos e na Europa.

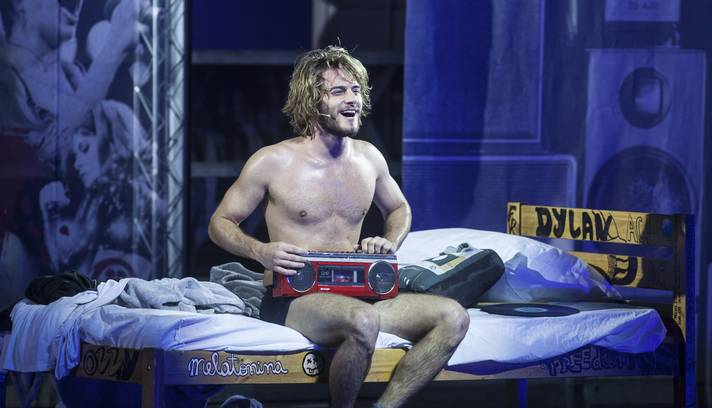
Hugo Bonemer como Aleph em Rock in Rio - O Musical (2013)

Em 2012, após o fim da temporada paulista de Hair, foi selecionado pelo diretor João Fonseca para protagonizar o que se tornou sua segunda superprodução musical. Rock in Rio, o Musical  inaugurou a Cidade das Artes no Rio de Janeiro e misturou ficção e fatos da biografia do empresário Roberto Medina, criador do Festival Rock in Rio. Fez temporada em São Paulo em 2013 e Pocket em Angra dos Reis. Foi um marco nas produções do gênero atingindo 12 milhões de reais em orçamento para um musical brasileiro.
Em 2013 foi contratado pela Rede Globo para integrar o elenco da 21ª temporada de Malhação, como Martin, um dos protagonistas da temporada, representação da arquetípica "Odisseia do Pobre Menino Rico". O casal formado com Lais Pinho ganhou destaque, encabeçando uma trama paralela.
Protagonizou dois curtas-metragens antes de estrear, em 2014, em Confissões de Adolescente, ao lado de Sophia Abrahão. O filme teve direção de Daniel Filho. A parceria com Sophia voltaria a se repetir duas vezes em duas novelas em que fizeram par. Fez participações especiais em quadros e seriados de comédia na Rede Globo, (A Mulher da sua vida, ao ar no Fantástico); no Multishow (220 Volts) e no GNT (Os Homens são de Marte e é pra lá que eu vou; e As Canalhas).
Com a comédia teatral A História dos Amantes, escrita e dirigida por Marcelo Serrado, esteve em turnê ao lado de Daniel Rocha, Bruno Gissoni e Anderson Di Rizzi, visitando Niterói, Salvador, Santos, Maceió, Campinas, Curitiba, Natal, Brasília, Novo Hamburgo, Porto Alegre e Rio de Janeiro. Em 2015, esteve em Alto Astral, novela da TV Globo, no horário das 19h, no papel do fotógrafo Nicolas Romantini.
Pela primeira vez, um musical se apresentou na Cidade do Rock, durante o maior festival de música do mundo. O musical Rock in Rio, 30 anos em 15 minutos fez cinco apresentações por dia, por sete dias, em um palco alternativo, nos intervalos dos shows principais do Palco Mundo.
Em 2016, subiu ao Palco Mundo do Rock in Rio Lisboa, todos os dias, abrindo shows como Queen, Maroon 5, Ivete Sangalo e Bruce Springsteen para um público de 70 mil pessoas. No mesmo ano, retornou à HBO, como Rodolfo, na terceira temporada de O Negócio, apresentou-se com Enterro dos Ossos, escrito por Jô Bilac, na arena do SESC Copacabana, no Rio de Janeiro, apresentou-se com o musical Off-Broadway Ordinary Days em sua primeira montagem no Brasil, gravou a primeira fase da nova novela das 21h 'A Lei do Amor', da Rede Globo,  dublou canções e falas do personagem Tronco na animação Trolls, da Dreamworks, originalmente feito por Justin Timberlake e realizou a estreia nacional, em Salvador, do espetáculo Frames, escrito por Franz Keppler, repetindo a parceria nos palcos com o amigo Daniel Rocha. Até o fim do ano a peça realizou uma turnê pelo estado de Santa Catarina. 
Em 2017 fez temporadas em São Paulo e Rio de Janeiro do espetáculo Frames, integrou elenco principal da série A Vida Secreta dos Casais, original da HBO, foi o escolhido para interpretar Ayrton Senna no musical homônimo no Teatro Riachuelo no Rio de Janeiro com produção da Aventura Entretenimento e estreou o musical Yank! no Rio de Janeiro, contando a história de recomeço de um soldado após se perder num romance durante a segunda guerra, em uma produção feita por financiamento coletivo que esgotou as bilheterias no teatro Serrador e virou uma história em quadrinhos produzida também por financiamento coletivo.
O musical Ayrton Senna rendeu-lhe a participação na série Senna, da Netflix enquanto a dublagem de Freddie Mercury no filme Bohemian Rhapsody, rendeu-lhe a dublagem contínua do ator Rami Malek.
Hugo Bonèmer continua atuando em diferentes frentes como ator é um dos fundadores do Canal Like 530 da ClaroTV onde apresenta programas sobre cinema.

## Teatro
| Ano         | Título                                     | Personagem                 | Notas                  |
| ----------- | ------------------------------------------ | -------------------------- | ---------------------- |
| 1994        | O Pequeno Alfaiate Valente                 | Alfaiate                   |                        |
| 1995        | Sítio do Pica-Pau Amarelo                  | Pedrinho                   |                        |
| 1998        | O Quebra-Nozes                             | Quebra-Nozes               |                        |
| 2000        | O Mágico de Oz                             | Leão                       |                        |
| 2001        | A Bela e a Fera                            | Lumiére (voz)              | Também contrarregra    |
| 2006        | Cinderella                                 | Príncipe                   |                        |
| 2007        | Bela Adormecida                            | Príncipe                   |                        |
| 2008        | Mulheres de Shakespeare                    | Romeu                      |                        |
| 2008        | Cardiff                                    | Coro                       |                        |
| 2009        | Bark! The Musical Bark!: Um Latido Musical | Rocks / Sam                |                        |
| 2009        | Pedacinho do Céu                           | Petruquio / Lobato (voz)   | Também autor e diretor |
| 2010        | Coppelia                                   | Franz (voz)                | Também autor           |
| 2010–12     | Hair                                       | Claude Bukowski            |                        |
| 2011        | O Quebra Nozes                             | —                          | Autor                  |
| 2012; 15    | De Camões a Cazuza                         | Ele mesmo                  |                        |
| 2012        | A Outra Face do Espelho                    | —                          | Autor                  |
| 2012–13; 16 | Rock in Rio: O Musical                     | Alef                       |                        |
| 2013        | Sonho de Verão                             | Franz (voz)                | Também autor           |
| 2014        | Via Sacra                                  | Jesus Cristo               |                        |
| 2014        | A História dos Amantes                     | Luizinho                   |                        |
| 2014        | Romeu e Julieta                            | Romeu / Ama                | Também autor           |
| 2015–16     | Ordinary Days                              | Jason                      |                        |
| 2015        | Rock in Rio: 30 Anos em 15min              | Apresentador               |                        |
| 2016        | Enterro dos Ossos                          | Astronauta                 |                        |
| 2017        | Frames                                     | Bruno / Laura / Ela / Theo | Também produtor        |
| 2017–18     | Yank!                                      | Stu                        |                        |
| 2017–18     | Ayrton Senna, O Musical                    | Ayrton Senna               |                        |
| 2018        | Frames, Nossa Diferença Liberta            | Bruno / Laura / Ela / Theo |                        |
| 2019        | Trolls, O Musical(estudantil)              | —                          | Diretor                |
| 2019        | Tem de Tudo Nesse Show(estudantil)         | —                          | Diretor                |
| 2022        | Saltimbancos(estudantil)                   | —                          | Diretor                |
| 2022        | Meninas Malvadas(estudantil)               | —                          | Diretor                |
| 2022        | Querido Evan Hansen(estudantil)            | —                          | Diretor                |
| 2024        | Querido Evan Hansen                        | Connor Murphy              |                        |

## Filmografia

### Televisão
| Ano     | Título                                       | Personagem / Cargo             | Notas                            |
| ------- | -------------------------------------------- | ------------------------------ | -------------------------------- |
| 2011    | Lara com Z                                   | Claude Bukowski (Hair)         |                                  |
| 2012    | Preamar                                      | Frederico Velasco (Fred)       |                                  |
| 2013    | 220 Volts                                    | Álvares de Azevedo / Ele mesmo |                                  |
| 2013–14 | Malhação Casa Cheia                          | Martin Goulart                 | Temporada 21                     |
| 2014    | A Mulher da Sua Vida                         | Chico (jovem)                  |                                  |
| 2014    | Os Homens São de Marte e É pra Lá que Eu Vou | Lucas                          | Episódio: "O Que Faz a Carência" |
| 2015    | Alto Astral                                  | Nicolas Romantini              |                                  |
| 2015    | As Canalhas                                  | Pedro Henrique                 | Episódio: "Karen"                |
| 2016    | O Negócio                                    | Rodolfo                        |                                  |
| 2016    | A Lei do Amor                                | Augusto Tavares (jovem)        | Episódios: "3–7 de outubro"      |
| 2017–19 | A Vida Secreta dos Casais                    | Erick Andreazza                | Temporadas 1–2                   |
| 2018    | Natália                                      | Theo Villaça Júnior            | Temporada 2                      |
| 2019    | Show dos Famosos                             | Participante                   | Temporada 3                      |
| 2019    | Vai que Cola                                 | Comissário Ruan                | Episódio: "Love Is in the Air"   |
| 2021    | Passaporte para Liberdade                    | Günter Schmidt                 |                                  |
| 2022    | Vai que Cola                                 | Comissário Ruan                | 10ª Temp. - Episódios 01 e 26    |
| 2024    | Senna                                        | Nelson Piquet                  | Episódios 2 e 5–6                |

### Cinema
| Ano  | Título                            | Personagem            | Notas          |
| ---- | --------------------------------- | --------------------- | -------------- |
| 2009 | Aperte o Play                     | Carlos                | Curta-metragem |
| 2011 | Talvez Eu Nem Saiba O Que É Isso  | Pedro                 | Curta-metragem |
| 2014 | Confissões de Adolescente         | Lucas                 |                |
| 2019 | Minha Fama de Mau                 | Bobby Darin           |                |
| 2021 | Fora de Cena                      | Jair                  |                |
| 2022 | Além da Lenda                     | Curupira              |                |
| 2022 | Domingo à noite                   | Antônio Jovem         |                |
| 2023 | Um dia 5 estrelas                 | Humberto              |                |
| 2024 | Mallandro, o Errado Que Deu Certo | Ele mesmo             |                |
| 2025 | Rio de Clarice                    | Professor Lúcio       |                |
| 2025 | Entrelaços/Necklace               | Milionário Narcisista |                |
| 2025 | Velhos Bandidos                   | Torres                |                |
| 2025 | Silvio Santos Vem Aí              | Carlinhos             |                |

## Dublagem
| Ano  | Título                         | Personagem                    | Estúdio         |
| ---- | ------------------------------ | ----------------------------- | --------------- |
| 2016 | Trolls                         | Tronco (Justin Timberlake)    | Delart          |
| 2017 | A Cure for Wellness            | Lockhart (Dane DeHaan)        | Delart          |
| 2017 | War for the Planet of the Apes | Travis (James Pazinatto)      | Delart          |
| 2017 | As aventuras do Capitão Cueca  | Mímico (James Ryan)           | Delart          |
| 2017 | Trolls                         | Tronco (Justin Timberlake)    | Delart          |
| 2018 | Deadpool 2                     | Daniel (Nikolai Witschl)      | Delart          |
| 2018 | Bohemian Rhapsody              | Freddie Mercury (Rami Malek)  | Delart          |
| 2018 | Trolls: The Beat Goes On!      | Tronco (Justin Timberlake)    | Delart          |
| 2019 | Ru Paul’s Drag Race UK         | Cherryl Hole / Luke Underwood |                 |
| 2020 | Trolls 2                       | Tronco (Justin Timberlake)    | Delart          |
| 2021 | 007 - Sem Tempo para Morrer    | Lyutsifer Safin (Rami Malek)  | Delart          |
| 2021 | Lu está livre!                 | Kunio (Sōma Saitō)            |                 |
| 2022 | Mavka                          | Lukas                         | Visom           |
| 2022 | Mais que Amigos                | Aaron (Luke Macfarlane)       | Atma            |
| 2023 | Trolls 3                       | Tronco                        | Delart          |
| 2024 | Debaixo do Pier                | Armen (Michael Cera)          | Cinergia Rio    |
| 2025 | Operação Vingança              | Charles Heller (Rami Malek)   | Media Access Co |

## Podcast
| Ano  | Título           | Cargo / Personagem | Emissão              | Notas           |
| ---- | ---------------- | ------------------ | -------------------- | --------------- |
| 2020 | Sofia            | Daniel             | Spotify              | Podcast Ficção  |
| 2021 | Batman Despertar | Ceifador           | Spotify              | Podcast Ficção  |
| 2023 | Amorlândia       | Caio (e direção)   | Plataformas digitais | Podcast Musical |

## Discografia
| Ano  | Canção                                               | Trabalho                  | Notas            | Nota 2         |
| ---- | ---------------------------------------------------- | ------------------------- | ---------------- | -------------- |
| 2009 | "Aperte o Play"                                      | Aperte o Play             | Cena musical     | Curta-metragem |
| 2011 | "Pro Dia Nascer Feliz"                               | Rock in Rio: O Musical    | Promocional      | Rádio          |
| 2014 | "Pilha Forte"                                        | Malhação Casa Cheia       | Episódio musical | Televisão      |
| 2014 | "Give Me Love"                                       | Malhação Casa Cheia       | Cena musical     | Televisão      |
| 2014 | "Será"                                               | Malhação Casa Cheia       | Cena musical     | Televisão      |
| 2014 | "Pais e Filhos"                                      | Malhação Casa Cheia       | Cena musical     | Televisão      |
| 2014 | "O Leãozinho"                                        | Confissões de Adolescente | Cena musical     | Cinema         |
| 2016 | "True Colors"                                        | Trolls                    | Cena musical     | Cinema         |
| 2018 | "Splish Splash"                                      | Minha Fama de Mau         | Cena musical     | Cinema         |
| 2018 | "Rock Around the Clock"                              | Minha Fama de Mau         | Trilha sonora    | Cinema         |
| 2019 | "Medley" (Luan Santana)                              | Domingão do Faustão       | Show dos Famosos | Televisão      |
| 2019 | "Toxic" (Britney Spears)                             | Domingão do Faustão       | Show dos Famosos | Televisão      |
| 2019 | "Bandolins" (Osvaldo Montenegro)                     | Domingão do Faustão       | Show dos Famosos | Televisão      |
| 2019 | "Sugar" (Maroon 5)                                   | Domingão do Faustão       | Show dos Famosos | Televisão      |
| 2019 | "Valerie" (Amy Winehouse)                            | Domingão do Faustão       | Show dos Famosos | Televisão      |
| 2019 | "Tempos Modernos" (Lulu Santos)                      | Domingão do Faustão       | Show dos Famosos | Televisão      |
| 2019 | "Somewhere Over the Rainbow" (Israel Kamakawiwo'ole) | Domingão do Faustão       | Show dos Famosos | Televisão      |
| 2019 | "Bohemian Rhapsody" (Freddy Mercury)                 | Domingão do Faustão       | Show dos Famosos | Televisão      |

## Livros Publicados
| Ano  | Título                  |
| ---- | ----------------------- |
| 2024 | Yank - Diário de Guerra |

## Prêmios e indicações
| Ano  | Prêmio                                  | Categoria                        | Recipiente              | Resultado | Ref.   |
| ---- | --------------------------------------- | -------------------------------- | ----------------------- | --------- | ------ |
| 2010 | Prêmio Arte Qualidade Brasil            | Melhor Ator                      | Hair                    | Indicado  |        |
| 2014 | Prêmio Jovem Brasileiro                 | Perfil Jovem                     | Hugo Bonèmer            | Indicado  |        |
| 2015 | Troféu Internet                         | Melhor Ator                      | Malhação Casa Cheia     | Indicado  |        |
| 2015 | Prêmio Jovem Brasileiro                 | Melhor Ator Jovem                | Hugo Bonèmer            | Indicado  | [ 30 ] |
| 2015 | Prêmio Jovem Brasileiro                 | Perfil Jovem                     | Hugo Bonèmer            | Indicado  |        |
| 2016 | Prêmio Cesgranrio de Teatro             | Melhor Ator em Teatro Musical    | Ordinary Days           | Indicado  | [ 31 ] |
| 2017 | Prêmio Cenym de Teatro                  | Melhor Ator em Teatro Musical    | Yank!                   | Indicado  | [ 32 ] |
| 2017 | Premio Cesgranrio                       | Melhor Ator em Teatro Musical    | Ayrton Senna, O Musical | Indicado  | [ 33 ] |
| 2018 | Prêmio Botequim Cultural                | Melhor Ator em Teatro Musical    | Yank!                   | Indicado  | [ 34 ] |
| 2020 | Prêmio Broadway World Cabaret           | Melhor Solista em Teatro Musical | Yank!                   | Indicado  | [ 35 ] |
| 2024 | Prêmio DID                              | Destaque ator coadjuvante        | Querido Evan Hansen     | Venceu    | [ 36 ] |
| 2024 | Prêmio da Academia Brasileira de Cinema | Melhor Ator Coadjuvante          | Senna (Netflix/Gullane) | Indicado  | [ 37 ] |